# Loos

Loos este o comună în departamentul Nord, Franța. În 1 ianuarie 2022 avea o populație de 22.948 de locuitori.